# Novair
Novair (fuldstændigt navn Nova Airlines AB) er et svensk flyselskab oprettet i 1997, der flyver charter med Arlanda som hovedlufthavn. 
Novair (Nova Airlines AB) var tidligere et søsterselskab til rejsearrangøren Apollo Resor AB, der er et af Skandinaviens største rejsebureauer med virksomheder i Sverige, Norge, Danmark og Finland, og er en del af den tyske REWE Groups rejsedivision DER Touristik. I 2021, under coronaviruspandemien, blev Novair solgt til Jet Nordic Group A/S, som også ejer det danske flyselskab Jettime.

## Flyflåde
Novairs flyflåde består af to fly fra 2017 af typen Airbus A321NEO.

## Destinationer
Novair flyver til charterrejsemål ved Middelhavet, Egypten og De Kanariske øer, men fløj tidligere også til oversøiske rejsemål som Thailand, Indien, Vietnam, Mexico og Den Dominikanske Republik, der blev varetaget af widebody-flyet Airbus A330-200.